# 懷厄康達鎮區 (密蘇里州克拉克縣)
懷厄康達鎮區（英語：Wyaconda Township）是位於美國密蘇里州克拉克縣的一個行政鎮區。

## 地方資料
懷厄康達鎮區的面積為91.95平方千米，當中陸地面積為91.35平方千米，而水域面積為0.60平方千米。根據2020年美國人口普查的數據，當地共有人口429人，而人口密度為每平方千米4.67人。